# Day and Buffalo
Day and Buffalo は自主制作で活動していくことをコンセプトとしたバンドである。
バンドを主宰する森達希を中心に様々な音楽家達で構成され、集まったメンバー毎にアルバムを制作し、今日まで作品を発表し続けている。
バンド名の由来は『Day(時代)』と『Buffalo(森達希のあだ名)』からきている。
主宰の森達希はソロプロジェクト kill me Elkでも活動中である。

## 活動履歴
2007年
- 森達希 (Bass,Vocal) を中心に英国ロンドンにて結成。

2008年
- 1stアルバム「Sad Sad Sabbath」を自主リリース。

2009年　
- ロンドンから東京に活動の拠点を移し、DIYをテーマにしながら自主制作を続ける。

2011年　
- TOKYO-MX「バナナ炎」のオープニングテーマに楽曲提供する 。

2012年
- バイクメーカーTriumphなどへ楽曲提供する。
- MVがスペースシャワーTVやMTVでも放映される。
- 英国のカルチャー誌『i-D』に掲載される。

2013年
- ２ndアルバム「My Short Brain」を自主リリースし、完売する。(現在はOTOTOYからデジタル配信のみで販売中)

2014年 　
- 1st EP「Darkside Mama Ⅱ」を全国リリースし、大きな反響を呼ぶ。
- Inter FM「桑原茂一のpirate radio」で森達希がDJとして選曲をする。
- Crocodilesの来日公演など、海外アクトのサポートアクトをはじめ多数のライブをこなす。

2015年 　
- テープシングル「Sun Boy→Moon」限定リリース。
- YATSUI FESTIVALに出演。
- フリーペーパー「dictionary」に12ページの特集が組まれる。
- 代官山ＴＣで音楽の講師など幅広い活動も始める。

2016年　
- 3rdアルバム「Ghost Walk」を限定リリース。”死者の記憶”をテーマにした作品となっており、特定の環境で1トラック目を逆再生することにより、過去4作品が聴けるというギミックも仕込まれている。（現時点ではソニー製CDプレイヤーでのみ、ギミックの再生を確認済み）
- 2013年に発売した２ndアルバム「My Short Brain」を再版し、全国流通させる。

2017年　
- ４thアルバム「Shadow Heaven」を”フリーペーパー”という形でリリース。全8曲をsoundcloudから無料で視聴可能。ビジュアルアーティスト守屋最愛子氏が光で表現した異質な世界を、フォトグラファー藤井夏樹氏が写真で納めた全64ページのペーパーアルバムで、限定500部を無料配布した。様々な会社を紹介した広告費により製作され、音楽が売れなくなった時代に新たな可能性を提示した作品となっている。一夜の出来事から連想された、森達希の書き下ろした小説も掲載されている。

2018年
- 「The Soft End After the Mine of Love」というタイトルのアルバム内で発表する予定だった２曲を、シングルとしてiTunesで配信中。
- 上海ツアーを行い、初のアジア進出を果たす。

## メンバー
現メンバー
- Tatsuki Mori（Bass/Vocal）
- Rica Miim（Vocal）
- Kyohei Hayashi（Guitar）
- Kaz Matsuda（Drum）

旧メンバー
- Reiko Kuwahara（Vocal）
- Sachiko Fukuda（Vocal/Synthesizer）
- Deepa Nakasato（Vocal）
- Yasuaki Mochizuki（Guitar）
- Masa Suda（Guitar）
- Kohhei Matsuda（Guitar）
- Yusuke Nagai（Guitar）
- Ryo Fushimi（Drum）
- Yoshiyuki Kawasaki（Drum）
- Miki Iwashita（Drum）
- Haruna Tamura（Drum）
- Edu Aziani（Drum）

## ディスコグラフィー（アルバム別メンバー表）
2008年「 Sad Sad Sabbath 」: アルバム　　
- Tatsuki Mori（Bass/Vocal）

- Rica Minami（Vocal）
- Kyohei Hayashi（Guitar）
- Yasuaki Mochizuki（Guitar）
- Kohhei Matsuda（Guitar）
- Edu Aziani（Drum）

2013年「 My Short Brain 」: アルバム
- Tatsuki Mori（Bass/Vocal）
- Yasuaki Mochizuki（Guitar）
- Masa Suda（Guitar）
- Yoshiyuki Kawasaki（Drum）
- Miki Iwashita（Drum）

2014年「 Darkside Mama Ⅱ 」: EP
- Tatsuki Mori（Bass/Vocal）
- Deepa Nakasato（Vocal）
- Yasuaki Mochizuki（Guitar）
- Masa Suda（Guitar）
- Yoshiyuki Kawasaki（Drum）

2015年「 Sun Boy→Moon 」: テープシングル
- Tatsuki Mori（Bass/Vocal）
- Deepa Nakasato（Vocal）
- Yasuaki Mochizuki（Guitar）
- Masa Suda（Guitar）
- Yoshiyuki Kawasaki（Drum）
- Ryo Fushimi（Drum）

2016年「 Ghost Walk 」: アルバム
- Tatsuki Mori（Bass/Vocal）
- Masa Suda（Guitar）
- Kyohei Hayashi（Guitar）
- Ryo Fushimi（Drum）

2017年「 Shadow Heaven 」: アルバム
- Tatsuki Mori（Bass/Vocal）
- Reiko Kuwahara（Vocal）
- Kyohei Hayashi（Guitar）
- Kaz Matsuda（Drum）

2018年「 The Soft End After the Mine of Love 」: 配信シングル
- Tatsuki Mori（Bass/Vocal）
- Reiko Kuwahara（Vocal）
- Kyohei Hayashi（Guitar）
- Kaz Matsuda（Drum）